# Pietrele dacilor vorbesc
Pietrele dacilor vorbesc (în original The Dacians stones speak) este o carte scrisă de Paul MacKendrick și publicată în 1975 de The University of North Carolina Press. Traducerea în românește a fost făcută de Horia Florian Popescu, iar editarea din 1978 se datorează Editurii Științifice și Enciclopedice. Cartea a fost scrisă de MacKendric ca rezultat al contactului direct, la  fața locului, cu surse istoriografice, arheologice, consultări cu istorici români în urma venirilor sale în România începând cu anul 1971.

## Cuprins
- Prefață de Paul MacKendrick........7

### Capitole
1 România în preistorie........9
2 Coloniile grecești la Marea Neagră........22
2.1 Dobrogea antică (hartă)........23
2.2 Histria (schiță arheologică)........24
2.3 Tomis (schiță)........33
3 În inima Daciei.......40
3.1 Nucleul dacic (hartă) (Dacia: așezări geto-dace, așezări grecești, așezări romane, triburi, populații, regiuni)........42
4 Cucerirea romană. Columna și Trofeul........62
4.1 Dacia romană (hartă) (orașe, sate, tabere militare, mine & cariere, cimitire, drumuri romane, frontiere, valuri de apărare, daci liberi)
5 Dacia sub stăpânirea romană. 106-271 e.n.........79
6 Dobrogea. 125 î.e.n.-275 e.n.........114
7 Dacia și Moezia în timpul Imperiului Roman Târziu........130
8 Religia, artele și meseriile.......152
- Note........165
- Postfață, de prof. dr. doc. Dumitru Tudor........166
- Bibliografie.......169